# Wappen der Stadt Merkendorf
Das Wappen der Stadt Merkendorf ist das Hoheitszeichen der Stadt Merkendorf im Landkreis Ansbach, Mittelfranken.

## Blasonierung
„In Silber ein durchgehender roter Schragen (Andreaskreuz), belegt mit einem gesenkten schwarzen Anker.“

## Geschichte
Das Wappen der Stadt Merkendorf ist seit 1473 nachweisbar. Das durchgehende Andreaskreuz ist dem Stammwappen der Grafen von Oettingen entnommen, die bis 1275 große Besitzungen in Merkendorf hatten.
Im Lauf der Zeit wurden die beiden runden Schenkel des Buchstabens M mit Pfeilspitzen versehen, sodass man später das M als Anker deutete. Es gibt verschiedene Deutungsversuche für das Wappen: Einmal wurde das Andreaskreuz als Schwedenkreuz gedeutet. Der Anker wurde in Verbindung mit dem Fontänenwappen des Klosters Heilsbronn gebracht, da dieses einst viele Besitzungen in Merkendorf hatte. Die wahrscheinlichste Deutung ist, dass der Anker früher einmal den Anfangsbuchstaben des Stadtnamens darstellte.
1835 gab der Stadtrat die offizielle Färbung des Wappens vor: „Der Schild ist silbern, der Anker golden und das Andreaskreuz rot“.